# Ozero Yazno Male
Ozero Yazno Male är en sjö i Belarus. Den ligger i den norra delen av landet, 170 km norr om huvudstaden Minsk. Ozero Yazno Male ligger 117 meter över havet. Arean är 0,11 kvadratkilometer. Den ligger vid sjön Ozero Bolsjoje Jazno. Den sträcker sig 0,7 kilometer i nord-sydlig riktning, och 0,4 kilometer i öst-västlig riktning.
Omgivningarna runt Ozero Yazno Male är en mosaik av jordbruksmark och naturlig växtlighet. Runt Ozero Yazno Male är det ganska glesbefolkat, med 47 invånare per kvadratkilometer.